# Lill-Djupsjön, Jämtland
Lill-Djupsjön är en sjö i Östersunds kommun i Jämtland och ingår i Indalsälvens huvudavrinningsområde.